# San Luis (1814)
El falucho San Luis fue un buque de la Armada Argentina partícipe de la Guerra de la Independencia y las guerras civiles. Tras ser capturada a la armada realista, integró la escuadra de las Provincias Unidas del Río de la Plata.

## Historia
Nave de la Real Escuadra agregada al Apostadero de Montevideo desde 1804, fue apresada junto con el falucho San Martín en la noche del 8 de enero de 1814 por cinco botes al mando del teniente coronel patriota Benjamín Franklin Seaver. En la operación fue herido y capturado su comandante, el piloto 2.º José Moreno.
En la captura del San Martín y el San Luis se destacaron, aparte de Seaver, Miguel Ferrer, alias Cisneros, comandante del bote Independencia y los hermanos Miguel Theodoro y Pedro Samuel Spiro, comandantes de los botes N.º 1 y N.º 2.
Al mando del teniente John Handel fue incorporada a la escuadra desplegada para la campaña naval contra Montevideo y participó de la decisiva victoria patriota en el Combate de Martín García (1814) y del Combate de Arroyo de la China del 28 de marzo de ese año.
Se sumó luego al sitio de Montevideo al mando del teniente Guillermo Clark. En la jornada del 15 de mayo del combate naval del Buceo, permaneciendo fondeado frente al puerto, fue sorprendido y abordado por el corsario La Podrida al mando de José Pons, conocido como Pepe el Mahonés, muriendo en la lucha su comandante Clark mientras que la tripulación lograba salvarse lanzándose al agua y ganando la costa.
Tras la rendición de Montevideo en junio de ese año, el San Luis se reintegró a la escuadra al mando del teniente Ángel Hubac y tras ser reparado en los arsenales de Barracas participó bajo el comando del teniente Juan Constante de la escuadrilla que al mando del capitán José Vicente Barba marchó en 1815 en apoyo de la expedición contra la provincia de Santa Fe del coronel Eustoquio Díaz Vélez.
Entre marzo y octubre estuvo bajo el mando del subteniente Nicolás Picón y en ese mes fue destinado a tareas de control aduanero en Balizas Interiores dependiendo de la comandancia del Resguardo.
En 1816 al mando del subteniente Pedro Mom integró la escuadrilla destinada a operar en el río Paraná hasta que en octubre de ese año fue capturado en la boca del río Colastiné por partidarios del caudillo Gervasio Artigas.
Tras ser canjeado en enero de 1817 volvió a la escuadrilla de Buenos Aires y fue puesto bajo el mando del teniente Nicolás Jorge, interviniendo a fines de ese año en la campaña contra la provincia de Entre Ríos.